# Жайнак (Ілійський район)
Жайна́к (каз. Жайнақ) — село у складі Ілійського району Алматинської області Казахстану. Входить до складу сільського округу Аскара Токпанова.
Населення — 3717 осіб (2021; 1826 у 2009, 1505 у 1999, 1312 у 1989).
До 2024 року село називалось Комсомол.